# Haworthia nigra
Haworthia nigra là một loài thực vật có hoa trong họ Măng tây. Loài này được (Haw.) Baker mô tả khoa học đầu tiên năm 1880.

## Hình ảnh

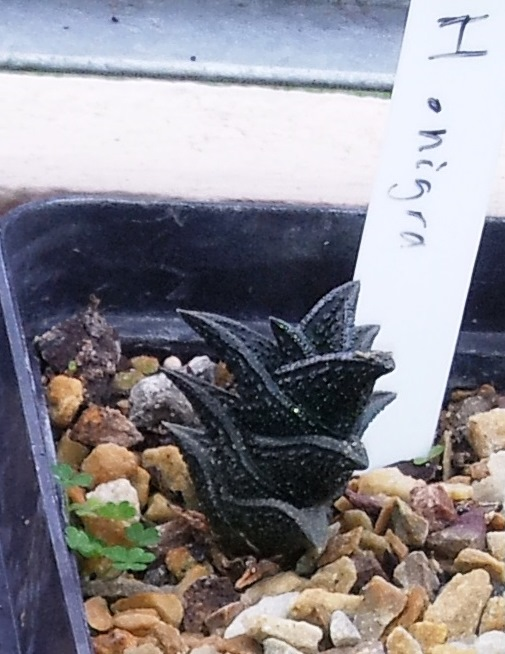